# 王思博
王 思博（おう しはく、ワン・シボ、1987年3月9日 - ）は、中国のラグビーユニオン選手。

## プロフィール
- 黒龍江省出身。
- ポジションはプロップ(PR)。
- 身長 188cm、体重 125kg

## 来歴
中国農業大学卒業。2009年よりリコーブラックラムズに加入するが、翌2010年には同チームを退団し、神戸製鋼コベルコスティーラーズへと加入した。
しかしながら定着することができず、2012年には三菱重工相模原ダイナボアーズに移籍した。